# Fântânele (Andrieșeni), Iași
Fântânele este un sat în comuna Andrieșeni din județul Iași, Moldova, România.